# Chris Carter (baseball, 1982)
Pour les articles homonymes, voir Chris Carter et Carter.
William Chris Carter (né le 16 septembre 1982 à Fremont, Californie, États-Unis) est un joueur de champ extérieur au baseball. Il a joué dans les Ligues majeures avec les Red Sox de Boston de saison 2008 à 2010 et les Mets de New York en 2010 avant de disputer les saisons 2012 et 2013 au Japon avec les Seibu Lions de la Ligue Pacifique.
Un autre joueur de baseball nommé Chris Carter joue aussi dans les majeures depuis 2010.

## Carrière

### Ligue majeure de baseball
Chris Carter est repêché en 17e ronde par les Diamondbacks de l'Arizona en 2004. Alors qu'il évolue dans les ligues mineures, il passe le 21 août 2007 aux Nationals de Washington, en échange du lanceur Emiliano Fruto. Les Nationals transfèrent immédiatement Carter aux Red Sox de Boston pour compléter un échange complété quelques jours plus tôt et qui avait envoyé à Washington le voltigeur Wily Mo Peña.
Carter fait ses débuts dans les majeures dans l'uniforme des Red Sox le 5 juin 2008. Il passe la majorité des années 2008 et 2009 en ligue mineure, ne disputant au total que 13 parties avec Boston. Le frappeur gaucher réussit son premier coup sûr dans les grandes ligues à sa première partie en carrière, frappant un simple aux dépens du lanceur Grant Balfour des Rays de Tampa Bay.
Le 7 août 2009, les Red Sox transfèrent Carter aux Mets de New York pour compléter une transaction effectuée plus tôt dans l'année pour mettre la main sur le releveur Billy Wagner. Carter évolue à la position de voltigeur réserviste pour New York en 2010. Employé comme frappeur désigné des Mets dans un match inter-ligue à Baltimore le 11 juin, Carter claque son tout premier coup de circuit dans les majeures face au lanceur Jeremy Guthrie, des Orioles de Baltimore.
Carter rejoint les Rays de Tampa Bay le 6 janvier 2011 via un contrat de ligues mineures. Il joue d'avril à juin en ligues mineures avec les Bulls de Durham sans être rappelé par les Rays, qui le libèrent de son contrat le 15 juin. Devenu agent libre à nouveau, il rejoint alors les Braves d'Atlanta. Il passe l'entière saison 2011 en ligues mineures.

### Japon
En 2012 et 2013, Carter s'aligne avec les Seibu Lions de la Ligue Pacifique du Japon. Sa moyenne au bâton s'élève à ,294 à sa première saison là-bas, avec 4 circuits et 27 points produits en 59 matchs. Il ne dispute que 14 matchs pour les Lions en 2013.

## Statistiques
| Saison | Équipe        | G   | AB  | R  | H  | 2B | 3B | HR | RBI | SB | BA   |
| ------ | ------------- | --- | --- | -- | -- | -- | -- | -- | --- | -- | ---- |
| 2008   | Boston        | 9   | 18  | 5  | 6  | 0  | 0  | 0  | 3   | 0  | .333 |
| 2009   | Boston        | 4   | 5   | 0  | 0  | 0  | 0  | 0  | 1   | 0  | .000 |
| 2010   | New York Mets | 100 | 167 | 15 | 44 | 9  | 0  | 4  | 24  | 1  | .263 |
| Totaux | Totaux        | 113 | 190 | 20 | 50 | 9  | 0  | 4  | 28  | 1  | .263 |

Note : G = Matches joués ; AB = Passages au bâton; R = Points ; H = Coups sûrs ; 2B = Doubles ; 3B = Triples ; 
HR = Coup de circuit ; RBI = Points produits ; SB = Buts volés ; BA = Moyenne au bâton.